# Dějiny Portugalska

Státní znak Portugalské republiky

Dějiny Portugalska lze sledovat již od doby před 400 000 lety, kdy jeho území obýval Homo heidelbergensis. Nejstarší lidskou fosilií je lebka objevená v jeskyni Aroeira v Almondě. Později se na severu Iberského poloostrova objevili neandrtálci. Homo sapiens přišel na území Portugalska zhruba před 35 000 lety.
Před 6. stoletím př. n. l. žily v oblastech Algarve a dolní Alentejo předkeltské kmeny, které vytvořily sídlo Tartessos a psanou tarteštinu a zanechaly po sobě řadu kamenných stél. Počátkem prvního tisíciletí př. n. l. pronikly na portugalské území vlny Keltů ze střední Evropy. Následně se geneticky smísily se zdejší populací, čímž vzniklo několik etnických skupin a mnoho kmenů. Přestože Keltové ovládli značnou část severu a středu země, nedokázali se uchytit na jihu, kde neindoevropská populace přetrvala až do dobytí území Římany. Na jižním pobřeží založili Féničané a Kartaginci několik malých, polopermanentních sídel.
Římané po invazi ve 3. století př. n. l. vytvořili provincie Lusitania na jihu a Gallaecia na severu. Zůstali zde několik staletí. Vytvořili zde sídla s lázněmi, chrámy, arénami, divadly, které propojovaly silnice s mosty. Po pádu Římského impéria zde, stejně jako v západní Evropě, nastal velký úpadek měst. Mezi 5. a 7. stoletím n. l. ovládly území germánské kmeny. Vytvořily státní útvary jako Svébské království s centrem ve městě Braga a vizigótské království na jihu. Za vlády Vizigótů vznikla nová společenská vrstva, šlechta. Důležitou roli začala také hrát křesťanská církev.
Vpád vojsk Umajjovského chalífátu roku 711 vyvrátil vizigótské království a vytvořil islámský stát na území Al-Andalus. Umajjovci expandovali na Iberském poloostrově a do Francie, kde byli zastaveni v bitvě u Tours roku 732. V dalších staletích oblast poloostrova opětovně dobývali křesťané v rámci reconquisty. Poslední bašta muslimů Granada padla roku 1492. Avšak Lisabon, Gharb Al-Andalus a zbytek území budoucího Portugalska křesťané ovládli již počátkem 12. století. Na konci 9. století ustanovil asturský král Alfonso III. malé hrabství kolem města Portus Cale (poblíž dnešního města Porto). V 10. století nesla zdejší hrabata přízvisko Magnus Dux Portucalensium (velkovévoda Portugalský). Po rozdělení Asturského království se toto „Portugalsko“ stalo součástí Leónského království. Moc a rozloha Portugalského hrabství postupně vzrůstala, a v obdobích slabé vlády Leonu se stávalo de facto nezávislým. V roce 1071 byl García II. prohlášen králem Portugalska a v roce 1095 se Portugalsko odtrhlo od Galicijského království. Na konci 11. století se portugalským hrabětem stal Jindřich Burgundský, který ubránil jeho nezávislost spojením hrabství Portugal a Coimbra. Jindřichův syn Alfons se 24. června 1128 prohlásil princem portugalským a v roce 1139 portugalským králem. Oficiální uznání královského titulu získal Alfons I. papežskou bulou z roku 1179. Algarve bylo dobyto na Maurech v roce 1249 a roku 1255 se Lisabon stal hlavním městem. Během 13. století se hranice Portugalska ustálily do víceméně současné podoby. Windsorská smlouva z roku 1386 vytvořila spojenectví Portugalska a Anglie, které trvá v podstatě dodnes.
Během 15. a 16. století, ve věku zámořských objevů, se Portugalsko stalo velmocí s rozsáhlou koloniální říší. Nedokázalo ji však adekvátně bránit vůči Nizozemsku, Anglii a Francii. Postupně tak Portugalsko mnoho ze svého bohatství a postavení ztratilo. Známkami počínajícího vojenského úpadku se staly dvě katastrofální události: roku 1578 bitva u Alcácer-Quibir v Maroku a nezdařený pokus Španělské Armady o invazi do Anglie roku 1588 – Portugalsko bylo tehdy se Španělskem svázáno dynastickou unií a přispělo loděmi do španělské floty. Dalšími ranami bylo zničení hlavního města Lisabonu následkem zemětřesení v roce 1755, okupace země během napoleonských válek a ztráta největší kolonie, Brazílie v roce 1822. Od poloviny 19. století až do konce 50. let 20. století opustily Portugalsko téměř dva miliony emigrantů, kteří odešli především do Brazílie a Spojených států.
Revoluce v roce 1910 svrhla monarchii. V reakci na rozsáhlou korupci, perzekuci církve a faktický státní bankrot došlo roku 1926 k vojenskému puči, který nastolil diktaturu, trvající až do dalšího převratu roku 1974, tzv. karafiátové revoluce. Nová vláda zavedla rozsáhlé demokratické reformy a roku 1975 udělila nezávislost všem portugalským koloniím v Africe.
Portugalsko je zakládajícím členem NATO, OECD a EFTA. Roku 1986 vstoupilo do EHS.

## Starověk a středověk
V roce 1100 př.Kr. založili Féničané Alis-Ubo (klidný přístav), pozdější Lisabon. Obchodem s domorodým iberokeltským obyvatelstvem získávali hlavně cín. Po druhé punské válce poloostrov ovládli Římané. Vůdce Lusitanů (odtud lat. Lusitania) Viriatus Římu vzdoroval, po jeho smrti však začala staletí romanizace. Řím přinesl zemi křesťanství. Roku 587 celý poloostrov ovládli Vizigóti (král Rekared). Když odpůrci krále Rodericha pozvali na pomoc muslimy z Ceuty, překročil vojevůdce Tárik roku 711 Gibraltarský průliv a začala staletí muslimské nadvlády. Křesťanské zůstalo jen království Asturie na severu. Portugalsko bylo stranou centra, z arabského Al-Gharb (západ) pochází název Algarve. Reconquista začala r. 1045 z Asturie, 1093 dobyli křesťané (dočasně) Lisabon. Muslimská staletí se zapsala do dějin země orientací na námořní obchod. Východiskem pro vznik Portugalského království bylo hrabství Portus Cale (původ dnešního názvu země), jemuž vládl Jindřich Burgundský, manžel dcery asturského krále a zakladatel burgundské dynastie.
Jeho syn Alfons I. Portugalský (portugalsky Afonso Henriques) porazil Araby r. 1139 u Ourique a roku 1140 byl provolán králem. Roku 1143 jeho titul na přímluvu papežského legáta v Zamoře uznal i jeho dosavadní suverén kastilsko-leonský král Alfons VII. Afonso Henriques dokázal využít druhé křížové výpravy a roku 1147 s pomocí křižáků z moře dobyl Santarém a Lisabon, což byl obrat portugalské reconquisty. Podporoval církevní řády, založil cisterciácký klášter v Alcobaçe, který vlastnil 13 městysů. Alfons III. v roce 1249 portugalskou reconquistu dokončil (mnohem dříve než na zbytku poloostrova) dobytím Fara a Albufeiry a 1255 vyhlásil Lisabon hlavním městem. Dinis Spravedlivý (1279–1325) Lavrador (rolník) zakládal města, kláštery i kostely. Roku 1290 založil v Lisabonu první univerzitu, která se r. 1308 přesunula do Coimbry. Roku 1340 Kastilie a Portugalsko společně porazily muslimská vojska bitvě na řece Saladě u Sevilly, ukořistěné orientální bohatství Portugalce inspirovalo k pozdějším výbojům. Dinisův syn Alfons nechal zavraždit Inés de Castro, konkubínu svého syna, pozdějšího „pološíleného“ krále Pedra I. (1357–1367). Legenda o mrtvé královně líčí, jak Pedro nechal celý dvůr klanět se ostatkům své milenky. Kontroverzní postavou byl i Pedrův syn Ferdinand I. (1367–1383), který se skandálně oženil s Leonorou de Teles (byla vdaná a Ferdinand pro ni vymohl papežský dispens k rozvodu) a vedl dlouhé války s Kastílií. Po smrti Ferdinanda nastala (bez mužského potomka) dynastická krize. Regentka Leonora Telesová prosazovala personální unii s Kastilií, proti tomu se postavil vzdálený příbuzný krále a velmistr řádu rytířů z Avisu Jan, který byl roku 1384 provolán Regedor o Defensor dos Reinos (vládce a ochránce království) a jako Jan I. Portugalský se stal prvním vládcem tzv. mladší linie z Avisu. Podpořila ho šlechta (mocný správce Alvaro Pais) i lidové vrstvy, neboť jako jediný mohl království ubránit před invazí Kastilců. Roku 1385 prohlásily kortesy Jana portugalským králem (vládl do roku 1433). Rozhodující bylo vítězství Janova spojence Nuna Álvarese Pereiry z rodu Bragança nad Kastilci 14. srpna 1385. Na památku tohoto vítězství založil Jan I. roku 1386 dominikánský klášter Batalha (doslova „bitva“).

## Námořní expanze
Počátky Portugalské námořní expanze byly vcelku nenápadné. Po skončení reconquisty v Portugalsku a ukončení válek s Kastilií neměli rytíři kde dokazovat svoji statečnost leč středověký duch velel konat rytířské skutky a tak se král Jan I. Portugalský (1385–1433) rozhodl uspořádat velký turnaj.[zdroj?] Jeho synové Eduard, Petr a Jindřich jej přemluvili ke skutečnému válečnému tažení proti arabské Ceutě na pobřeží severní Afriky. Výprava byla úspěšná, kořist pomohla překonat hospodářské problémy Portugalska a královi synové byli pasováni na rytíře.[zdroj?] Pod vlivem tohoto úspěchu se infant Jindřich, který jako třetí z pěti synů neměl šanci usednout na trůn, začal intenzivně zajímat o obchodní a průzkumné plavby. Až do své smrti roku 1460 organizoval a podporoval objevné plavby a položil základ portugalské koloniální říše. Za to se mu později dostalo přídomek „Mořeplavec“ (Henrique o Navegador) a dodnes patří k jedněm z největších portugalských národních hrdinů.[zdroj?]

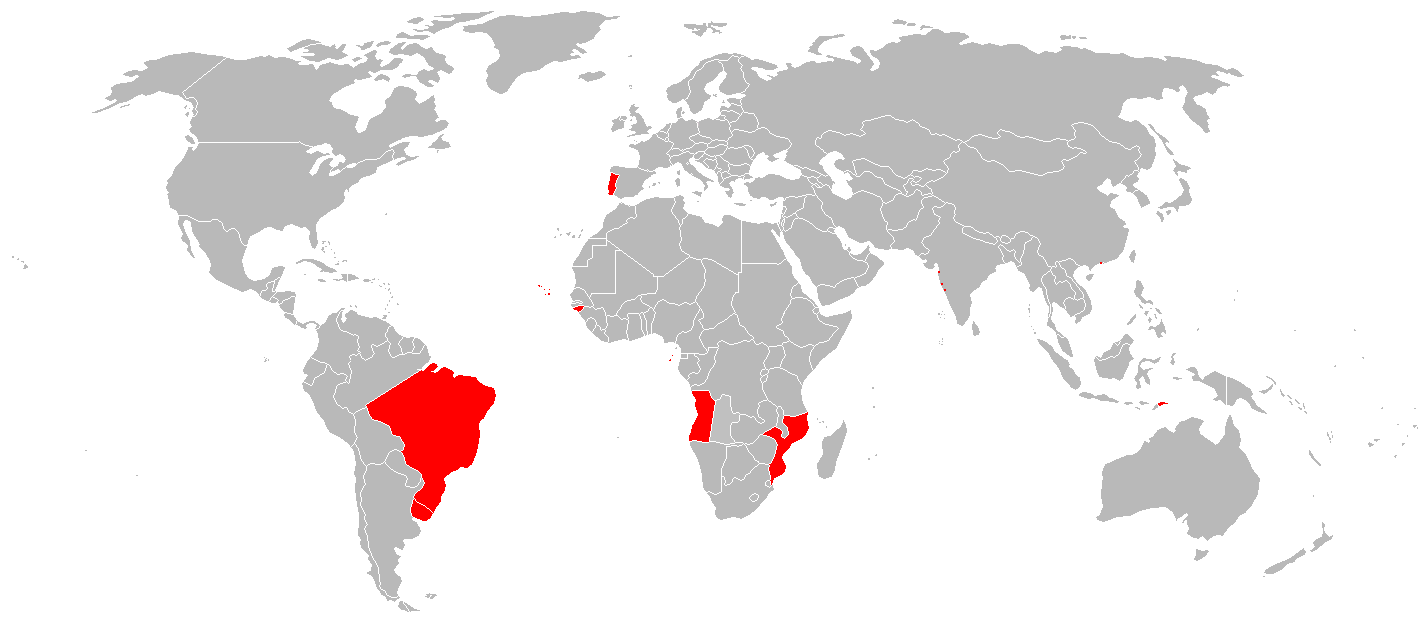
Portugalské kolonie v 18. století

Dobytí Cařihradu Turky roku 1453 znamenalo pro italská města, zejména Janov a Benátky, jež do té doby ovládala trh s Orientem, nutnost vyklizení obchodních pozic. Evropa se ocitla v těžké situaci. Potřeba exotického zboží, zejména koření a zlata, nutila k hledání jiných obchodních spojení. Toho nejlépe využilo právě Portugalsko. Již první výprava Jindřicha Mořeplavce ve 20. letech 15. století ukázala, že Afrika není tak malá, jak si všichni původně mysleli. Pozornost, kterou Portugalsko západní Africe věnovalo, se vyplatila. Zlato a zejména černí otroci znamenalo pro Portugalsko výrazné bohatství. To se však stalo trnem v oku zejména sousednímu Španělsku, které nemělo na nákladné výpravy v 15. století prostředky, a proto se pokoušelo získat něco z afrického bohatství státem podporovaným pirátstvím.
I přes velké úspěchy na západním pobřeží si Portugalsko uvědomovalo, jak je důležité prorazit cestu do Indie. Cesta byla uskutečněna až za panování krále Manuela (1495–1521), se kterým také přišel zlatý věk portugalské říše. Do čela malé flotily tří karak se postavil nepříliš známý Vasco da Gama. Plavba byla úspěšná a 20. května 1498 stanula výprava před významným jihoindickým přístavem Kalikatem. Po tomto úspěchu už král Manuel nepochyboval o nutnosti pokračovat v další kolonizaci. Ozbrojené flotily lodí, které pak do Indie postupně vypravoval, již vyplouvaly beze strachu z daleké plavby. Portugalci rychle a snadno získávali další velká přístavní města na východním pobřeží Afriky a na pobřeží Indie. V roce 1509 přepluly portugalské flotily Bengálský záliv a o dva roky později, roku 1511, ovládli Malaku, tehdejší centrum arabského obchodu s kořením. Další výpravy, vedené přes Atlantský oceán, nebyly již tak úspěšné. Portugalsku připadla Brazílie, která však byla v porovnání se španělskou Amerikou vcelku chudá. Přesto se stalo tehdejší Portugalsko nejmocnější námořní říší světa.
V polovině 16. století však již Portugalsko nemělo sílu tuto říši spravovat. Výnosům ze zámořských plaveb nedokázalo dát pevnou ekonomickou základnu, zisk šel v konečném důsledku zejména anglickým, francouzským a nizozemským firmám, které dokázaly z přivezeného zboží vytvářet zajímavé komodity, jež mohly úspěšně nabízet. Tehdejší král Jan III. (1521–1557) si nebezpečí neuvědomoval, více než o zdánlivě zajištěnou ekonomiku se staral o ideologickou a náboženskou jednotu státu. Po jeho smrti se této linie držel i jeho vnuk Sebestián (1557–1578). Ani on nedokázal zbavit svoji zemi okovů středověku. „Král Šebestián působil dojmem křižáckého rytíře v době, která si žádala ekonoma a moderního administrátora.“ Rytířská tažení do islámského Maroka se stala osudnými nejen jemu, ale i celému Portugalskému království. V bitvě poblíž Alcácer Quibiru roku 1578 bylo portugalské vojsko na hlavu poraženo, mladý bojechtivý král zmizel v bojové vřavě. Nikdo jej neviděl umírat a jeho mrtvola nebyla nikdy nalezena. Proto mohla vzniknout legenda o rytíři, který se jednou vrátí pomoci svému lidu. U nás má tato legenda ohlasy v pověsti o králi Ječmínkovi. Portugalsko se však ocitlo na pokraji propasti. Šebestián nezanechal žádné potomky, vlády se proto chápe jeho prastrýc, kardinál Jindřich. Bylo však zřejmé, že šestašedesátiletý, nemocný Jindřich je řešením pouze přechodným. O portugalský trůn propukl spor mezi třemi vnuky krále Manuela I., Filipem II., králem španělským, Kateřinou, vévodkyní z Braganzy a převorem kláštera v Cratu Antonínem. I přes odbojovou činnost převora Antonína a celkové protišpanělské tendence lidu, podlehla portugalská šlechta tlaku Filipa II. a roku 1581 jej v Tomaru slavnostně provolala portugalským králem pod jménem Filip I. „Po nesmírném vzepětí portugalského národa, které půl druhého století stravovalo veškerou jeho energii, se dostavila únava a odevzdanost.“ Vyčerpaný stát se smířil s personální unií (Iberská unie) se Španělskem.

## Unie se Španělskem
Španělsko v době zřízení personální unie představovalo nejmocnější stát Evropy. Po dobytí říše Inků a Aztéků ovládalo velké bohatství Nového světa, porážkou Turků u Lepanta roku 1571 si zajistilo převahu ve Středozemí. Budovalo světovou říši, založenou na koloniálním obchodu. Taková orientace byla Portugalsku blízká a vzhledem k pokrevní spřízněnosti obou vládnoucích rodů vyzněla personální unie se Španělskem jako logické řešení. Král Filip I. z rodu španělských Habsburků při své korunovaci v Tomaru zaručil práva, jež měla Portugalsku v rámci dualistické monarchie uchovat nezávislost a svobody, kterých požívalo dosud. Zavázal se jmenovat do nejdůležitějších funkcí pouze rodilé Portugalce, svolávat k projednávání závažných rozhodnutí zemské kortesy, administrativy obou zemi byly zřetelně odlišeny.
Dá se říci, že vláda Filipa I. (1580–1598) byla pro Portugalsko dočasným přínosem. Díky španělské podpoře bylo vyřešeno mnoho ekonomických i politických problémů, madridský dvůr přispíval na obchod s Orientem a pomáhal jej organizačně spravovat. Zavedení americké kukuřice pomohlo i jinak trpícímu portugalskému venkovu. Filip I. důsledně dodržoval Tomarské dohody, byla zachována dosavadní úřední, právní i armádní struktura, úředním jazykem byla pouze portugalština, zachována zůstala národní měna. Postupně se však začaly projevovat i negativní důsledky unie.
Spolu se silným spojencem, jehož „zlatý věk“ byl však již pomalu na ústupu, získalo Portugalsko také dva mocné nepřátele, jejichž hvězda byla naopak právě na vzestupu, totiž Anglii a Nizozemí, tedy dosavadní tradiční portugalské obchodní partnery. „Zákaz obchodu s Anglií a Holandskem mohly kompenzovat výhody habsburské říše, přesto však začala být ještě před koncem Filipovy vlády těžko snesitelná smršť pirátských i oficiálních nájezdů nových protivníků na špatně bráněné a velmi řídce obsazené portugalské zámoří.“ Konec snu o španělsko–portugalské nadvládě na moři znamenala porážka společného loďstva Anglií při pokusu potrestat protestantský ostrov roku 1588. Oslabení iberské flotily otevřelo anglickým a holandským lodím větší prostor pro obchod se zámořím i možnost ovládnutí mnoha kolonií. Španělská a zejména portugalská koloniální říše se pomalu počíná bortit.
Za vlády Filipa II. (1598–1621) začala portugalská nespokojenost s unií výrazně sílit. Greenwichská smlouva, spojenectví Francie, Anglie a Nizozemí proti Španělsku (a tudíž i Portugalsku), ustanovená na přelomu století, zahájila systematickou likvidaci portugalských pozic. Španělsko roku 1609 uzavřelo s Nizozemím příměří, bylo to však na úkor Portugalska, neboť jedním z důsledků bylo uznání holandského práva na obchod s Indií a Indonésií, s ostrovy bohatými na koření, tedy s oblastí, v níž mělo dosud Portugalsko obchodní monopol. Lisabon neměl šanci nepříznivý vývoj zvrátit. Těžká zemědělská krize, jež začala již dříve, a jejímž důsledkem byl mimo jiné i mor, spolu s rostoucí přezíravostí Madridu k portugalským záležitostem, stále více podněcovala protišpanělské nálady. Potíže vyvrcholily za vlády Filipa III. (1621–1640). Sílící porušování tomarských úmluv, neúměrné daňové zatížení, povinnost odcházet bojovat za Habsburky ve třicetileté válce – to byly některé z důvodů, proč se portugalská reprezentace, podnícena i mnoha lidovými povstáními, rozhodla roku 1640 vydat cestou odporu proti Španělsku. 1. prosince 1640 namířilo 40 spiklenců své meče proti portugalské místodržitelce, vévodkyni z Mantovy, a přinutilo ji podepsat příkazy k vydání pevností se španělskou posádkou a také válečného loďstva. Na místě byl provolán nový král, osmý vévoda z Bragancy, jako Jan IV. Ačkoliv bylo jasné, že Španělsko se se ztrátou Portugalska dobrovolně nesmíří, nezávislost byla vyhlášena.
„Období personální unie lze rozdělit do dvou period. Doba Filipa I. přinesla Portugalsku půldruhé dekády relativního klidu a prosperity. Dobu dalších dvou Filipů je možno charakterizovat jako narůstání a vyvrcholení krize. Z toho se velmi často vybudovala zjednodušující konstrukce, že celé společné dějiny se Španělskem měly protinárodní, dekadentní, a nežádoucí charakter. Taková charakteristika však odporuje historické pravdě, a to jak vzhledem k situaci ve Španělsku i v mezinárodních vztazích, tak ve vztahu k osobě Filipa I., který se osvědčil jako panovník respektující portugalské odlišnosti a potřeby.“[zdroj?]

## Krátký vzestup
Král Jan IV. (1640–1656) si byl vědom toho, že ač se převrat snadno podařil, mnohem těžším problémem bude nově nabytou nezávislost udržet. Španělsko bylo zatím plně zaměstnáno válkou za udržení Nizozemí, bylo však jen otázkou času, kdy se jeho pozornost obrátí směrem k neposlušnému Portugalsku. Nový král tedy začal hledat spojence mezi španělskými nepřáteli. Už roku 1641 byl sjednán mír s Anglií, Francií i Švédskem, s pevnou podporou u nich však Jan IV. počítat nemohl. Přes povzbuzující vítězství ve svých koloniích (vyhnání Holanďanů z Brazílie), bylo Portugalsko velmi zranitelné, zvláště když Španělsko roku 1659 uzavřelo Pyrenejský mír s Francií. Ač byl Madrid poražen, ukončení války mu umožnilo vrhnout zbývající síly proti Lisabonu.
Nový král Alfonso VI. (1656–1667), který nastoupil jako třináctiletý, byl zčásti chromý a duševně retardovaný. Jeho matka, Luisa de Guzmán se prohlásila regentkou a v roce 1661 uzavřela sňatkem své dcery Kateřiny a anglického krále Karla II. významné dynastické spojení s Anglií. Portugalsko si tak zjednalo mocného spojence. S ním v zádech se Portugalci mohli pustit do rozhodujících bojů. Z Francie přešel do portugalských služeb maršál Friedrich von Schomberg, který provedl nutnou vojenskou reformu. Španělský vpád přišel roku 1662. Přes počáteční úspěchy však byli Španělé díky Schombergově taktice a anglické pomoci poraženi, nejdříve roku 1663 v Ameixialu u Estremozu, konečné vítězství přišlo roku 1665 u Montes Claros. Portugalská nezávislost byla stvrzena Lisabonskou mírovou smlouvou z 13. února 1668.
Následující půlstoletí se neslo v duchu snahy Portugalska alespoň částečně udržet krok s „novou Evropou“. Za vlády Petra II. (1667–1705) se prohlubovalo spojenectví s Anglií, které se ještě víc upevnilo po válkách o španělské dědictví nástupem Bourbonů na španělský trůn. Z obchodu s Anglií mělo užitek hlavně portugalské vinařství, ostatní odvětví, zejména textilní, však nebyla schopna se na světovém trhu uplatnit, výnosy z kolonií se krátily. Portugalsko se definitivně stalo druhořadou mocností.
Tomuto úpadku se odhodlaně pokoušel čelit král Jan V. (1705–1750). Vzdělaný, osvícenský král se nehodlal smířit s rostoucím přehlížením Portugalska evropskými mocnostmi. Podařilo se mu zastavit obohacování Francie a Nizozemí v portugalských koloniích, ve čtyřicátých letech se mu dokonce podařilo obsadit řadu nových indických základen a vytvořit zde provincii Nově dobytých území. Pozorně sledoval i situaci v Brazílii. Z původně chudé země, která více brala než dávala, se stala zejména díky produkci cukru a nově objeveným nalezištím zlata a diamantů, jedna z nejbohatších kolonií.

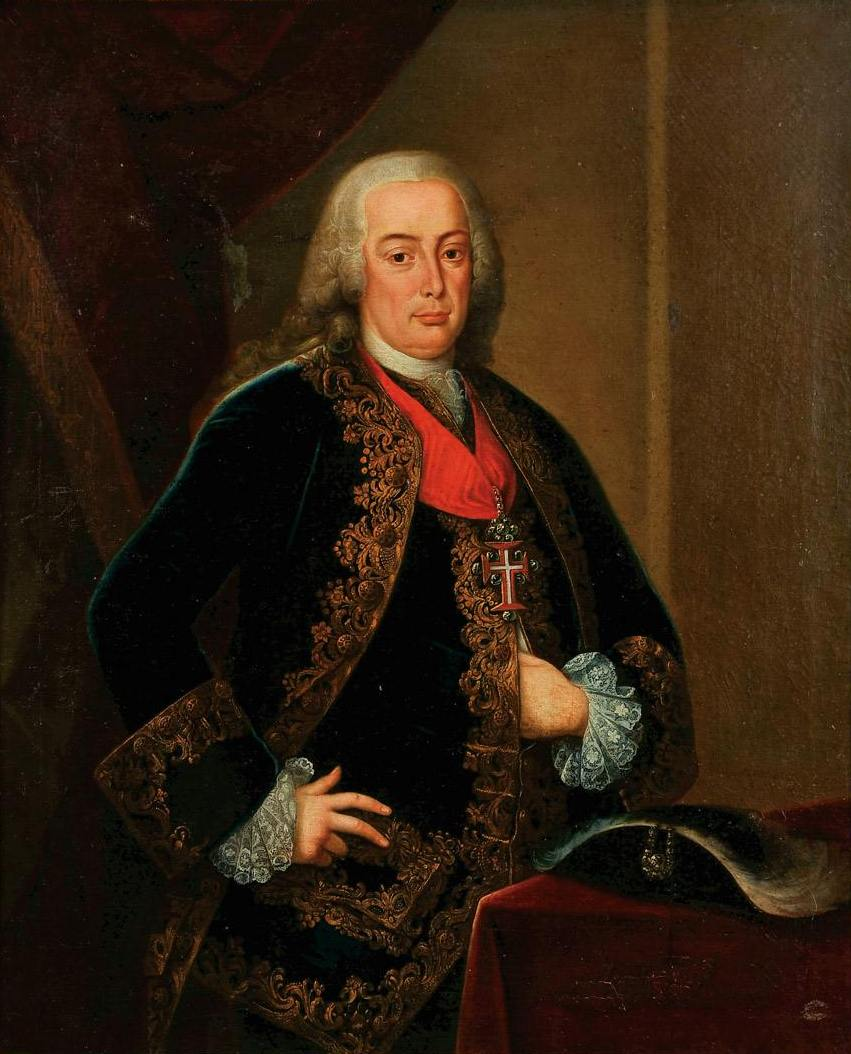
hrabě Pombal

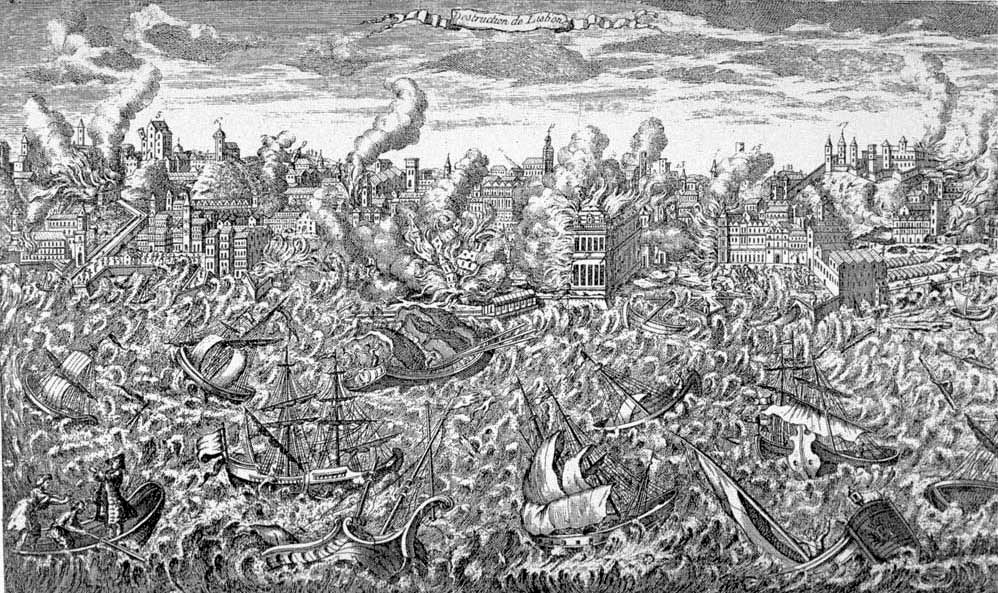
Zemětřesení v Lisabonu 1755, mědirytina

Josef I. (1750–1777) dokázal úspěšně přestát konflikt se Španělskem za sedmileté války a směle se vrhl do doby osvícenského absolutismu. Praktických vládních povinností se chopil první ministr Sebastião José de Carvalho e Melo, pozdější hrabě Pombal, jedna z nejdůležitějších osob Portugalska této epochy, který získal zkušenosti jako velvyslanec v Londýně a Vídni. „Zaostávání vlasti mu bylo díky nadhledu naprosto zřejmé a jako léčbu zvolil rakouské metody.“ Dříve než však svůj systém moci vybudoval, přišla nečekaná katastrofa. Zemětřesení, které propuklo v Lisabonu 1. listopadu 1755, nemělo v Evropě té doby obdobu. Lisabon byl prakticky zničen, 25–30 000 lidí zahynulo. Pombal si ve vzniklém chaosu vyhradil plnou moc. Zmobilizoval všechny zdroje a zahájil revoluční přestavbu, kdy z trosek města starého, vyrostla nová moderní metropole. „Syn zemětřesení“ je dodnes portugalským hrdinou a jeho socha na Praca Marques de Pombal, jednom z největších lisabonských náměstí, je jedním z největších monumentů města.
Rázné a úspěšné kroky po zemětřesení upevnily Pombalovu moc a ten se mohl vrhnout na důležité reformy. I když si udělal mnoho nepřátel, v duchu osvícenského absolutismu omezil moc šlechty a církve (nařídil například zrušení Jezuitského řádu v Portugalsku). Byl autorem mnoha reforem v oblasti hospodářství (pěstování pšenice na úkor vína), obchodu (poukázal na význam loďařství) a řemesel (podpora vzniku manufaktur). Zřídil systém základního vzdělání, reformoval univerzity a dal podnět k založení mnoha nových škol a učených spolků. Roku 1761 zrušil v Portugalsku otroctví a formálně osvobodil i brazilské Indiány. Doba cílevědomého přibližování vyspělé Evropě však neměla dlouhé trvání.
Pombalovo slunce zhaslo v okamžiku úmrtí Josefa I. Jeho dcera, nová královna Marie I., zvaná Pobožná (1777–1816), měla velmi blízko ke šlechtě a církvi, tedy k tradičním odpůrcům progresivního ministra. Starý státník byl obžalován z mnoha zločinů. Vzhledem ke stáří a nemoci mu byl prominut hrdelní trest, svoji pohanu však dlouho nepřežil. Zemřel 8. května 1782.

## Válka se Španělskem a počátky novověku
Pombalovy reformy zanechaly po jeho smrti Portugalsku dobré dědictví. Americká válka za nezávislost a války proti revoluční Francii udělaly z Portugalska vyhledávaného dodavatele. „Ve srovnání s průmyslovým rozmachem Anglie a s intelektuálním vzestupem Francie však Portugalsko připomínalo tiché zákoutí, kde lze nanejvýš snít o někdejší velikosti.“ Zhoršující se psychický stav královny Marie přinutil roku 1792 ustanovit regentem jejího syna Jana (pozdější Jan VI., 1816–1826), který však jevil zájem spíše o „dobře prosmažená kuřata“, než o reformní ambice.

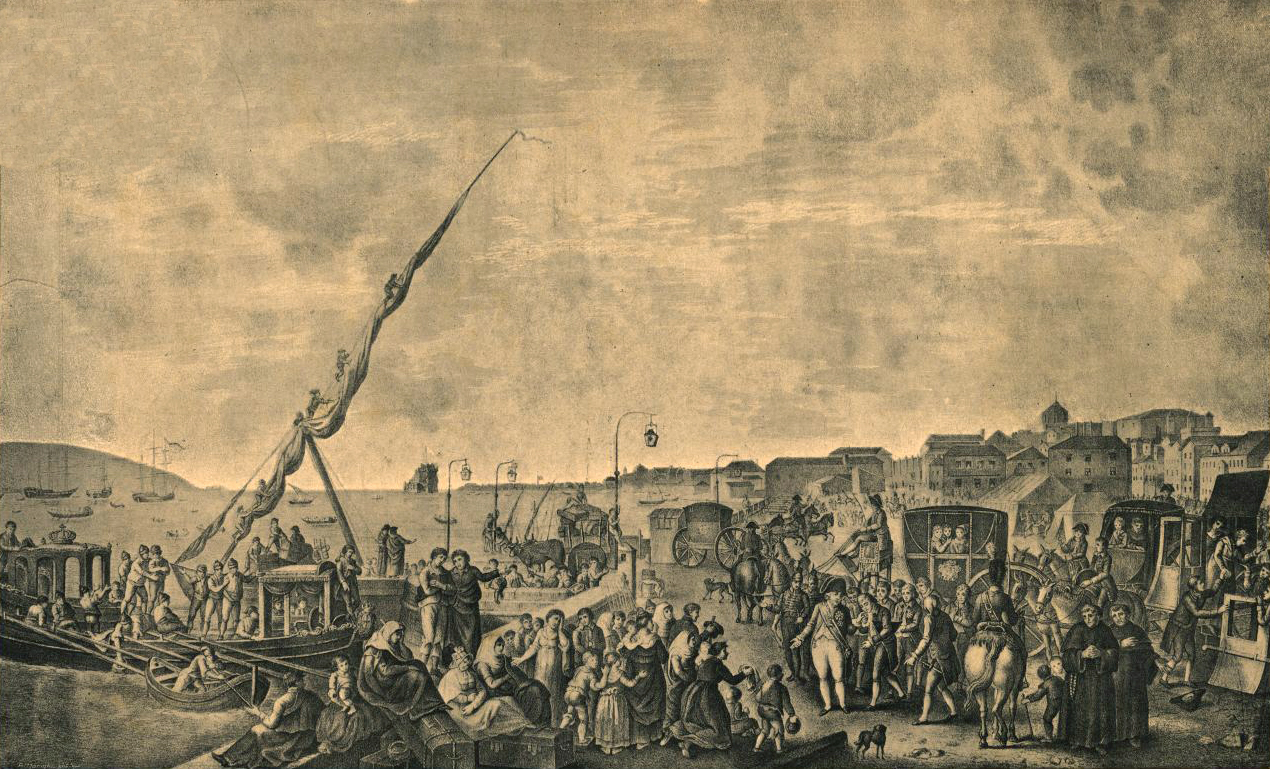
Královská rodina prchá z Portugalska do Brazílie

Stejně jako ostatní evropské monarchie přijalo Portugalsko revoluční změny ve Francii podrážděně. Přes všechnu snahu o neutralitu se Portugalsko zavlečení do válečného konfliktu nevyhnulo. Tlak tradičního spojence, Anglie, jej přinutil roku 1793 k výbojům proti Francii, které byly spíše prázdným gestem. Když však bylo roku 1796 uzavřeno španělsko-francouzské spojenectví, ocitnul se lisabonský dvůr v nezáviděníhodné situaci. Přes riziko vpádu ze Španělska však Portugalsko nechtělo porušit tradiční přátelství s Anglií.
Španělsko oficiálně vyhlásilo Portugalsku válku 2. května 1801 a o několik dní později překročila španělská armáda hranice. Po naprostém kolapsu portugalské obrany následoval podpis mírové smlouvy v Badajozu 6. června 1801, která nemohla přinést nic jiného než krajní pokoření. Lisabon musel zaplatit 25 milionů liber válečné náhrady, musely být také přerušeny kontakty s Anglií, což se silně dotklo portugalského obchodu. Mír neměl dlouhé trvání. Portugalci se stále snažili udržovat alespoň tajný styk s Anglií, Angličané směli tajně odplouvat se vším svým majetkem. Později však musel Lisabon na naléhání Paříže přikročit k uvěznění posledních britských občanů v zemi a ke konfiskaci jejich majetku. „Výsledek zoufalých manévrů se dostavil: Lisabon si znepřátelil Paříž i Londýn.“
27. října 1807 podepsala ve Fontainebleau Francie se Španělskem smlouvu, jež měla vymazat Portugalsko z mapy Evropy. Portugalsko mělo být zabráno a po skončení válek rozděleno mezi zasloužilé Napoleonovy spojence. Třicetitisícové vojsko pod velením generála Andoche Junota vpochodovalo do Portugalska 10. listopadu 1807. Královský dvůr emigroval za pomoci Británie do Brazílie a hrstka sedláků, která se vojsku postavila na odpor, znamenala spíše jen symbolické gesto, jež se mělo pokusit zachovat národní hrdost. Ani nadvláda Španělska neznamenala pro Portugalsko takovou potupu. Zdálo se, že se jeho historie uzavřela, ale již 1. srpna 1808 se po povstání v Portu vylodili britští vojáci pod velením Artura Wellesleyho a porazili francouzské jednotky maršála Junota v několika menších střetnutích (bitvy u Rolicy, Wimeira). Zároveň došlo pod vedením Britů k obnově a rozšiřování portugalské armády, která se v následujících letech podílela nejen na vyhnání Francouzů z Portugalska. V bitvě u Busaca spojené armády Portugalska a Velké Británie 27. září 1810 porazily Massenovy Francouze a další postup Francouzů přímo na Lisabon zastavila na svou dobu pozoruhodná obranná linie o Torres Vedras. Tím pokusy Napoleona o dobytí Portugalska skončily a britsko-portugalské vojsko ve spolupráci se španělskými povstaleckými jednotkami začalo vytlačovat Francouze ze Španělska. Portugalští vojáci se zúčastnili většiny rozhodujících bitev v Poloostrovní válce a po boku svých britských spolubojovníků vstoupili i do jižní Francie v roce 1814. 

## Moderní dějiny

### Pád království

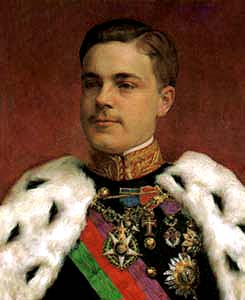
Poslední portugalský král Manuel II.

Po porážce Napoleona se král Jan VI. vrátil až v roce 1821, přičemž Brazílie vyhlásila nezávislost měla zůstat pouhou portugalskou kolonií, kterou byla před pobytem královské rodiny, to však Brazilci odmítli. Roku 1822 byla vyhlášena nezávislost Brazílie, která se stala císařstvím s Janovým synem jako císařem Pedrem I. V afrických koloniích začali přebírat vedoucí úlohu v obchodu Francouzi a především Britové. Po bojích mezi konzervativci a liberály, do které se zapojil i Pedro I. byla ustanovena v roce 1834 konstituční monarchie. Portugalsko se ztrátou Brazílie stalo mocností druhého řádu, která si udržela pouze kolonie v Africe a východní Asii. Brutální postup Britů proti Portugalcům v Africe v roce 1890 představoval naprosto bezprecedentní počínání britské "imperiální" strany, která naprosto ignorovala jak mezinárodní právo a smlouvy, ale i fakt, že Portugalsko bylo spojencem Británie už od poloviny 17. století. Rozhořčení Portugalců vedlo k odporu proti monarchii. Nejsilnější politickou stranou se stala Republikánská strana Portugalska, která si dala za cíl zrušit monarchii. V roce 1908 revolucionáři zavraždili krále Karla I. a následníka trůnu Ludvíka Filipa. Na trůn nastoupil v roce 1908 Manuel II., ale dny monarchie se blížily ke svému konci. V roce 1910 premiér João Franco podal demisi. Následovaly nové volby, ve kterých přesvědčivě zvítězili republikáni. Armáda se přidala na stranu republikánů a obklíčila Lisabon. Královská rodina byla nucena opustit zemi a uchýlila se do Anglie. Byla vyhlášena první portugalská republika, v jejímž čele stanul Teófilo Braga.

### První republika
V roce 1911 byla vydána nová ústava, která zaručovala demokratický parlamentní systém a dala malé pravomoci prezidentovi. Republika ale od počátku narážela u obyvatel na jistý odpor. Většina obyvatel byli zemědělci, kteří byli silně věřící a k moderním metodám politiky a vedení ekonomiky se stavěli skepticky. V roce 1912 se pokusili royalisté opět nastolit monarchii, ale byli poraženi. Republikáni však nebyli schopni zajistit stabilitu země a ekonomickou prosperitu. Během první světové války vyhlásila země neutralitu. Ta nebyla Německem dodržována, a tak v roce 1916 vstoupilo Portugalsko do války na straně Dohody. Čtyři portugalské divize se zúčastnily bojů na západní frontě. Po porážce Německa získalo za odměnu Portugalsko část bývalé Německé východní Afriky (dnešní Tanzanie). Nově nabyté území bylo připojeno k portugalskému Mosambiku. Po válce se ekonomická situace stále zhoršovala. V roce 1919 proběhl další krátký pokus o obnovení monarchie, v severní části země byla vyhlášena Severní monarchie (Monarquia do Norte). Povstání bylo potlačeno 13. února 1919. Politická nestabilita, korupce a ekonomické problémy byly úrodnou půdou pro další chaos a občanské nepokoje. Celá situace vyústila v roce 1926 k revoluci. Byla svržena sice demokratická, ale velice nestabilní první republika a byla nastolena tzv. druhá republika.

### Druhá republika a Estado Novo

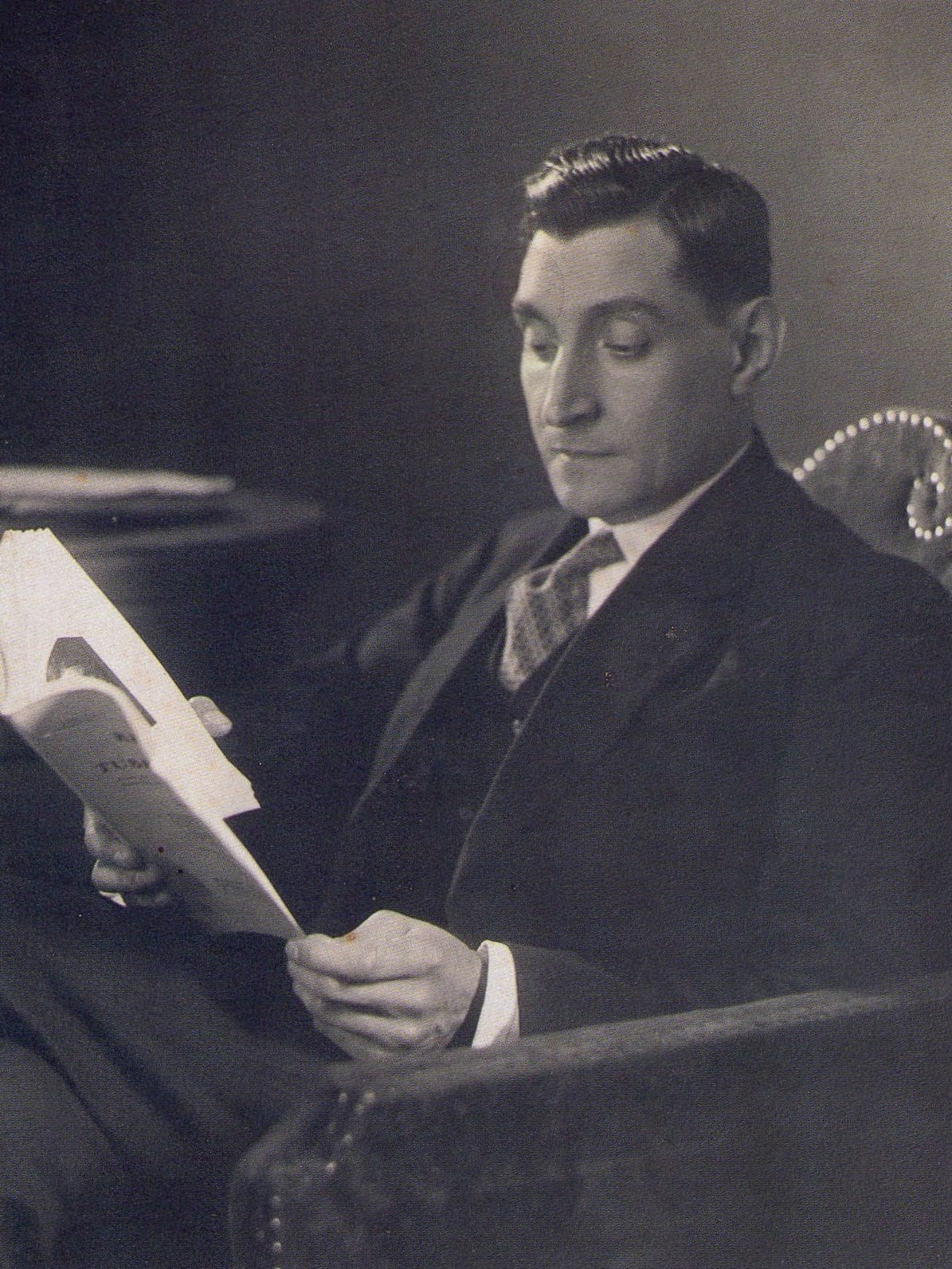
Antonio Salazar v roce 1940

Nové státní zřízení nebylo fašistickou diktaturou, jak se často a mylně uvádí. Salazarův režim představuje autoritářský, nikoli však totalitní politický systém. V Portugalsku byla omezována opozice, fungovala neblaze známá státní policie, nicméně existovaly zde i relativně autonomní subjekty (například katolická církev nebo univerzity). Od fašistických států jako byla Itálie či Německo se Portugalsko lišilo především absencí hlavního charismatického vůdce, neochotou vojenské expanze (pokud nepočítáme udržování kolonií), nepraktikovala násilné odstraňování svých odpůrců. Také portugalské hospodářství umožňovalo existenci svobodného podnikání. Celý režim kladl velký důraz na nacionalismus a katolickou církev. Pilířem režimu byla státní policie PVDE (od roku 1945 PIDE), která pronásledovala odpůrce režimu a posílala je do vězení v afrických koloniích. V roce 1932 se stal premiérem známý António de Oliveira Salazar, hlavní postava režimu. Od roku 1933 se nazývala podle nové ústavy Estado Novo (česky: Nový stát). Jednou z hlavních opozičních sil vůči Estado Novo byli komunisté, v jejichž čele stál dlouhou dobu Álvaro Cunhal.
Během druhé světové války uhájilo Portugalsko svoji neutralitu.
Po válce odmítlo dát svým koloniím nezávislost, na rozdíl od Britů, Francouzů a dalších. To vedlo k povstání v koloniích (hlavně v Mosambiku a Angole). I přes převahu nebyli Portugalci úspěšní a rebelové postupně ovládli většinu území kolonií. Portugalská koloniální válka byla pro ekonomiku velice vyčerpávající a obyvatelstvo se proti diktatuře začalo bouřit. Historikové tuto koloniální válku přirovnávají v dopadu na Portugalsko k válce ve Vietnamu pro USA či k válce v Afghánistánu pro SSSR. V dubnu 1974 proběhla v zemi Karafiátová revoluce. V armádě vznikla opoziční skupina, která se nazývala Movimento das Forças Armadas (MFA) a připravila převrat. 25. dubna převrat vypukl. Lidé vyšli do ulic a pokládali po ulicích a na zbraně vojáků karafiáty. Masové demonstrace donutily rezignovat vládu. Přední představitelé emigrovali do Brazílie. Byla schválena nová ústava a vypsány demokratické volby.

### Třetí republika
Portugalsko se postupně zařadilo mezi plně svobodné a demokratické státy západní Evropy. Ústavně je charakterizováno jako poloprezidentská republika. Přes rozvoj ekonomiky, ukončení koloniálních válek a masivní pomoc Evropských společenství patřilo Portugalsko k nejméně rozvinutým zemím západní Evropy. Do Evropské unie bylo Portugalsko přijato v roce 1986, členem NATO se ale stalo na rozdíl od Španělska už v roce 1949. Po Karafiátové revoluci byla většině kolonií přiznána nezávislost. Nedlouho po vyhlášení nezávislosti vypukly v Angole a Mosambiku dlouholeté krvavé občanské války. Východní Timor obsadila Indonésie a okupovala ho až do roku 1999, kdy s pomocí OSN vyhlásil opět nezávislost. Jediné Macao zůstalo pod správou Portugalska. Až v roce 1999 bylo společně s britským Hongkongem postoupeno Číně. Demokratická vláda dovedla v roce 1986 Portugalsko k členství v Evropské unii. Od té doby patří Portugalsko ke klidným a stabilním státům Evropy.
Dnešní Portugalsko je velikostí a počtem obyvatel podobné České republice, hospodářsky patří do chudší poloviny mezi členskými státy EU (Česká republika se v roce 2020 nacházela na 12. místě v Evropě), Portugalsko na místě 19. těsně před Polskem.